# Эксгибиционизм
Эксгибициони́зм (лат. exhibeo «выставлять; показывать») — форма отклоняющегося сексуального поведения, когда сексуальное удовлетворение достигается путём демонстрации половых органов незнакомым лицам, обычно противоположного пола, а также в публичных местах. Как правило, эксгибиционист не рассчитывает на продолжение контакта или завязывание отношений. Демонстрация половых органов нередко сопровождается половым возбуждением и мастурбацией.

## Виды эксгибиционизма
Различают ложный и истинный эксгибиционизм. При ложном эксгибиционизме обнажение является хулиганским действием. При истинном эксгибиционизме, который является заболеванием, относящимся к расстройствам сексуального предпочтения (код F65.2 МКБ-10), эксгибиционист утрачивает контроль над совершаемыми действиями.
Истинный эксгибиционизм может проявляться в связи с эмоциональными нарушениями. У таких лиц периоды приступов эксгибиционизма перемежаются с длительными периодами нормального поведения.
Отдельной формой эксгибиционизма является кандаулезизм — стремление к демонстрации другим лицам своего обнажённого сексуального партнёра или сексуальных действий с ним.
В МКБ-10 выделяются садистический тип (F65.21) и мазохистический тип (F65.22) эксгибиционизма. При первом типе эксгибиционист получает удовлетворение, видя страх (испуг) жертвы, при втором — агрессивную реакцию жертвы.

## История явления
Возникновение эксгибиционизма как явления связано с распространением постоянного ношения одежды и сопутствовавшему ему представления о постыдном характере наготы. Случаи эксгибиционизма были известны уже в античности. Так, Феофраст писал:

(1) Бесстыдство нетрудно определить: это явное и непристойное озорство, а бесстыдный вот какой человек.
(2) Повстречавшись со свободными женщинами, он задирает плащ и показывает свой пол…
— Феофраст. Характеры. XI
В культурах, где нагота не считалась постыдной, эксгибиционизм не наблюдается. В западной цивилизации его появление связывают с распространением пуританской идеологии, связанной с подавлением сексуальности.

## Причины эксгибиционистского поведения
Совершая свой акт, эксгибиционист рассчитывает увидеть у жертвы совершенно определённый комплекс эмоциональных реакций: сочетание удивления, испуга и любопытства. Иная реакция не может удовлетворить его потребности и может даже привести к появлению агрессивного поведения. Кроме того, необходимым компонентом является страх подвергнуться преследованию.
В животном мире демонстрация эрегированного полового члена имеет вполне определённый коммуникативный смысл: это жест вызова, агрессии, готовности к нападению, он символизирует силу и власть. Аналогичные явления имеют место и в человеческом обществе, об этом говорит распространённость и значение символических фаллических жестов (кукиш, «фак» и т. д.). H. Mester объясняет эксгибиционизм реликтовыми инстинктами, которые побуждают человека к самоутверждению, демонстрации значительности собственной личности путём фаллической демонстрации.
Причиной эксгибиционизма может также являться какая-либо психическая патология или органическое поражение головного мозга. Употребление алкоголя также может быть связано с актами эксгибиционизма: среди эксгибиционистов немало алкоголиков, а акты обнажения нередко совершаются в состоянии опьянения.
Кроме этого, в основе эксгибиционистских потребностей могут лежать сложившиеся в детском возрасте стереотипы сексуального поведения, связанные с наблюдением актов обнажения, участием в них, с сексуальными играми в детских компаниях.
Акт истинного эксгибиционизма совершается импульсивно, в состоянии суженного сознания, ему предшествуют такие явления, как раздражительность, тревожность, появление интенсивных сексуальных фантазий. Для истинного эксгибициониста противостоять стремлению к обнажению нередко оказывается невозможным, однако после совершения акта наступает ремиссия, продолжительность которой является индивидуальной.

## Личность эксгибиционистов
Большинство истинных эксгибиционистов — это лица молодого возраста (до 40 лет). Они, как правило, имеют семью, в достаточной степени материально обеспечены и выполняют позитивные социальные роли (хотя имеются и противоположные примеры).
Им в определённой мере присущ комплекс неполноценности, что проявляется в робости, стыдливости, пониженной самооценке, затруднениях в установлении взаимоотношений с лицами противоположного пола, малой половой активности. Как правило, эксгибиционизм является у них единственным ненормативным социальным проявлением.
Ложный эксгибиционизм может быть связан с хулиганскими побуждениями и может дополняться телефонным хулиганством и скатофилией. Особенности мотивации и психологии совершения таких актов описаны, например, в «Исповеди» Жана-Жака Руссо.
Эксгибиционизм проявляется преимущественно у мужчин и довольно редок у женщин: так, за период с 1983 года по 2008 год в научной литературе было описано 14 случаев женского эксгибиционизма. Однако есть и другие данные, например, по результатам исследований Г. Б. Дерягина склонность к эксгибиционизму наблюдается у 4,2 % студенток и 1,6 % студентов.
Жертвами эксгибиционизма часто становятся дети, как правило, девочки, в возрасте около 10 лет. Однако это далеко не всегда связано с проявлениями педофилии: в большинстве случаев для эксгибициониста возраст жертвы не имеет никакого значения, лишь около 1/10 части из них имеют гетеросексуальную педофильную ориентацию.

## Эксгибиционизм и общество
Поскольку неожиданное столкновение с эксгибиционистом может стать потрясением для человека, эксгибиционизм нередко рассматривается как один из видов сексуального насилия.
Как правило, общество достаточно снисходительно относится к эксгибиционизму у женщин, отдельные проявления которого не только не подвергаются осуждению, но даже и поощряются. Мужское обнажение, с другой стороны, чаще воспринимается негативно.
С точки зрения закона эксгибиционизм может рассматриваться как хулиганство (в том числе мелкое) или развратные действия. В законодательстве некоторых государств также предусматривается такой специальный состав преступления, как непристойное обнажение.
При привлечении эксгибиционистов к ответственности необходимо учитывать возможную патологическую природу влечения к обнажению, которая определяет необходимость применения принудительных мер медицинского характера с целью излечения данного заболевания.